# 藤吉佐緒里
藤吉 佐緒里（ふじよし さおり、1987年4月9日 - ）は、日本の元女子バスケットボール選手である。福岡県筑後市出身でバスケットボール女子日本リーグ機構のシャンソンVマジックに所属していた。ポジションはガードフォワード。 身長178cm、体重67kg。

## 来歴
羽犬塚小でバスケを始め、熊本市桜木中ではジュニアオールスター出場。
名門中村学園女子高校ではエースとして全国大会で活躍。3年時にウィンターカップ優勝を経験。在学中はジュニア日本代表にも選ばれる。
卒業後、シャンソンに入社。主力としてチームに貢献。U-21世界選手権代表にも選ばれる。
2009年のウィリアム・ジョーンズカップで日本代表初選出。
2010年世界選手権の代表にも選出される。
2017年オフ引退。

## 人物・プレイスタイル
- 中村学園女高時代のコートネームは「GOD」。
- 最近のニックネームは『生麩』。
- 長身ながらも柔軟でしなやかなシュートフォームを持ち、ジャンプシュートを得意とする。
- 高校時代は同学年でチームメイトの中山明日実（現：タレント）、東京成徳大高の吉田亜沙美（後にJX）と共に非常に人気の高い選手であった。

## 経歴
- 中村学園高 - シャンソン化粧品（2006年〜2017年）